# Delfim Carlos de Carvalho
Delfim Carlos de Carvalho, Barão da Passagem, (Rio de Janeiro, c. 1825 — Rio de Janeiro, 1896) foi um militar brasileiro.

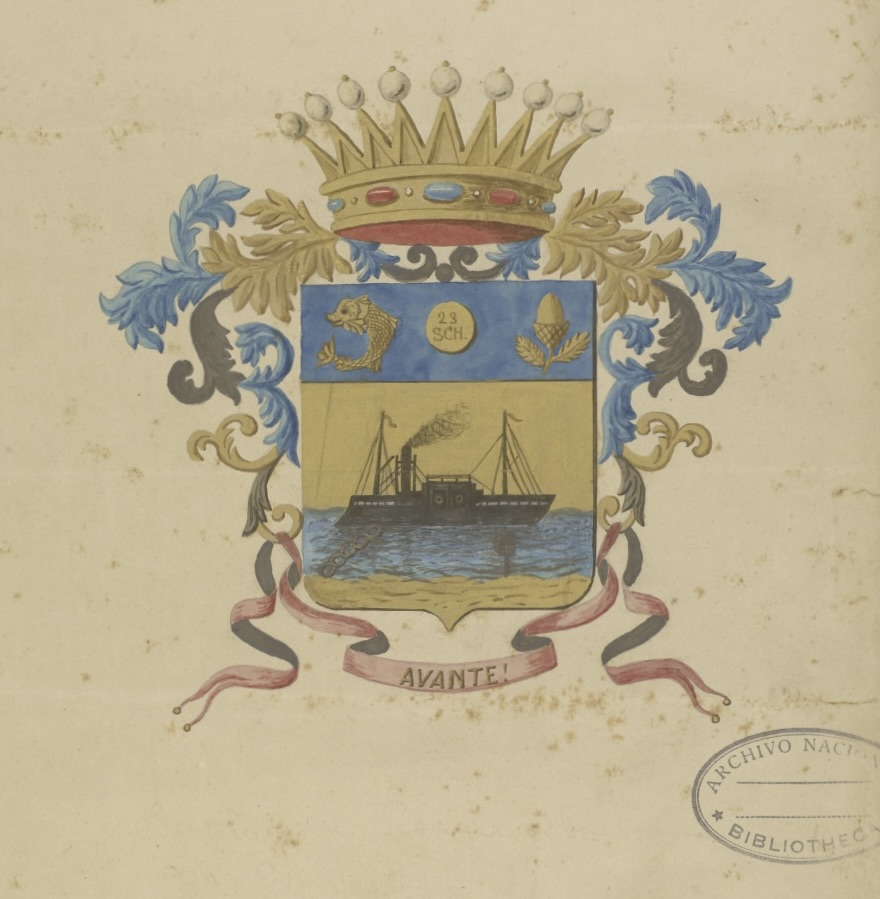
Brasão de armas do barão da Passagem.

Participou das operações do Rio da Prata. Comandou a 3ª Divisão Naval durante a Guerra do Paraguai. Ganhou o título de Barão de Passagem devido ao episódio da passagem de Humaitá.
Capitão-de-mar-e-guerra no comando de seis pequenos encouraçados, sob o fogo cruzado paraguaio, conseguiu romper as correntes que fechavam o Rio Paraguai, atingindo a capital, Assunção, em 24 de fevereiro de 1868, que bombardeou.
Era casado com Ana Elisa de Mariz e Barros (1831-1922), filha de Joaquim José Inácio, visconde de Inhaúma e Maria José de Sousa Mariz Sarmento, viscondessa de Inhaúma.  
Foi membro do Conselho Supremo Militar e Justiça em 1891.